# Ordre de Tolède
L’ordre de Tolède a été fondé par le cinéaste Luis Buñuel et le poète Federico García Lorca en 1923, le jour de la Saint-Joseph.

## Origine
Buñuel raconte dans ses souvenirs que l'idée de fonder cet ordre est née d'une vision provoquée par l'absorption d'alcool. Alors qu'il pénétrait dans une cathédrale gothique, il « entendit des milliers d'oiseaux et quelque chose lui dire de rentrer aux Carmélites, non pas pour devenir moine, mais pour voler la caisse du couvent ».

## Objectif
Le but principal de l'ordre était de se rendre le plus souvent possible à Tolède, ville considérée comme sainte par ses membres, de manger et de boire plus que de raison, pour ensuite déambuler dans les rues de la ville et « se mettre en état d'y recevoir les expériences les plus inoubliables ». Chaque membre devait verser dix pesetas à la caisse commune, en d'autres termes dans la poche du fondateur.

## Membres illustres

### Membres fondateurs
- Luis Buñuel, connétable
- Federico García Lorca

### Secrétaire
- Pepín Bello

### Caballeros(Chevaliers)
- Salvador Dalí, dégradé plus tard à la suite de la rupture avec le cinéaste
- René Crevel
- Pierre Unik
- Pedro Garfias
- Augusto Centeno
- José Uzelay
- Rafael Sánchez Ventura
- Federico García Lorca
- Francisco García Lorca
- Ernestina González
- Hernando Viñes
- Lulu Viñes
- Rafael Alberti
- José Barradas
- Gustavo Durán
- Eduardo Ugarte
- Jeanne Buñuel
- Monique Lacombe
- Margarita Manso
- María Luisa González
- Ricardo Urgoiti
- Antonio G. Solalinde
- José M. Hinojosa
- María Teresa León

### Escuderos(Ecuyers)
- Georges Sadoul
- Norah Sadoul
- Roger Désormière
- Colette Steinlen
- Eli Lotar
- Aliette Legendre
- Madeleine Chantal
- Delia del Carril
- Hélène Tasnon
- Carmina Castillo Manso
- Pilar Bayona
- Manolo A. Ortiz
- Ana María Custodio

### «Jefe de invitado de escuderos»
- José Moreno Villa

### «Invitados de escudero»
- Luis Lacasa
- Rubio Sacristán
- Julio Bayona
- Carlos Castillo G. Negrete

### «Invitado de invitado de escudero»
- Juan Vicens
- Marcelino Pascua